# Bukit Deudeup
Bukit Deudeup är en kulle i Indonesien.   Den ligger i provinsen Aceh, i den västra delen av landet, 1 600 km nordväst om huvudstaden Jakarta. Toppen på Bukit Deudeup är 37 meter över havet.
Terrängen runt Bukit Deudeup är platt.Runt Bukit Deudeup är det ganska glesbefolkat, med 47 invånare per kvadratkilometer. Trakten runt Bukit Deudeup består till största delen av jordbruksmark.